# Škrljevo, Šentrupert
Škrljevo este o localitate din comuna Šentrupert, Slovenia, cu o populație de 82 de locuitori.